# 2047
2047 (MMXLVII) kommer att bli ett normalår som börjar en tisdag i den gregorianska kalendern.

## Framtida händelser

### December
- 31 december – Efter detta datum har verk som publicerats mellan 1 januari 1978 och 31 december 2002 möjlighet att skrivas in i det offentliga rummet i USA. USA:s upphovsrättslagstiftning förbjuder uttryckligen allt arbete som skapats under denna tid från att automatiskt nås via det offentliga rummet före detta datum.